# Mirax mubilibana
Mirax mubilibana är en stekelart som beskrevs av De Saeger 1944. Mirax mubilibana ingår i släktet Mirax och familjen bracksteklar. Inga underarter finns listade i Catalogue of Life.